# Johann Georg Conrad Oberdieck
Johann Georg Conrad Oberdieck  (nacido el 30 de agosto de 1794, Wilkenburg Kurhannover - fallecido el 24 de febrero de 1880, Herzberg am Harz ) es un clérigo y pomólogo alemán.

## Biografía
De 1812 a 1815 estudió teología en la Universidad de Göttingen. Mientras continuaba sus estudios, trabajó en la Michaelisschule en Lüneburg.
Después de varios años fue nombrado pastor en Bardowick y luego trabajó como administrador eclesiástico en Sulingen (desde 1831) y en Nienburg / Weser (desde 1839). 
En 1853, se unió a la comunidad de Jeinsen donde trabajó como superintendente.
Con Édouard Lucas, editó la revista "Monatsschrift für Pomologie und praktischen Obstbau"archivo ("Pomología mensual y gestión de plantas frutales"), más tarde llamada "Pomologische Monatshefte". 

## Premio Oberdieck
El Premio Oberdieck ( Oberdieck-Preis ) es un premio otorgado anualmente por "Pomologen-Verein eV" y la ciudad de Naumburg (Hesse) por el trabajo relacionado con la conservación de los recursos genéticos para la fruticultura. El premio está dotado con 1500 euros y cuenta con el apoyo del Ministerio de Medio Ambiente de Hesse.

## Epónimos
Los cultivares "taubenapfel" de Oberdieck  (manzana-paloma Oberdieck) y reinette de Oberdieck (una manzana reineta ) llevan su nombre.

## Publicaciones
- Anleitung zur Kenntniß und Anpflanzung des besten Obstes für das nördliche Deutschland, 1852 – Instrucciones para plantar los mejores árboles frutales en el norte de Alemania.
- Beiträge zur Hebung der Obstcultur (with Eduard Lucas, 1857) – Contribuciones al cultivo de frutas.
- Zusätze und Berichtigungen zu Band I. und IV. des Illustr. Handbuchs der Obstkunde, enthaltend Beschreibungen von Aepfeln, 1868 – Adiciones y correcciones a los volúmenes I y IV del Manual Ilustrado de Pomología , que contiene descripciones de manzanas.
- Pomologische Notizen. Nach langjährigen eigenen Erfahrungen zusammengestellt, 1869 – Notas pomológicas. Recopilación de experiencias personales durante un largo período.
- Beobachtungen über das Erfrieren vieler Gewächse in kalten Wintern; nebst Erörterung der Mittel, durch welche Frostschaden möglichst verhütet werden kann, 1872 – Observaciones sobre la reacción de muchas plantas durante inviernos particularmente fríos, etc.
- Illustrirtes Handbuch der Obstkunde (with Eduard Lucas and Friedrich Jahn; 8 volumes 1859–75) – Libro de texto ilustrado de pomología.
- Deutschlands beste Obstsorten; Anleitung zur Kenntnis und Anpflanzung einer, nach strenger Auswahl zusammengestellten Anzahl von Obstsorten, 1881 – mejores frutas de Alemania; notas y cultivo.

Alguna de las obtenciones de Oberdieck.
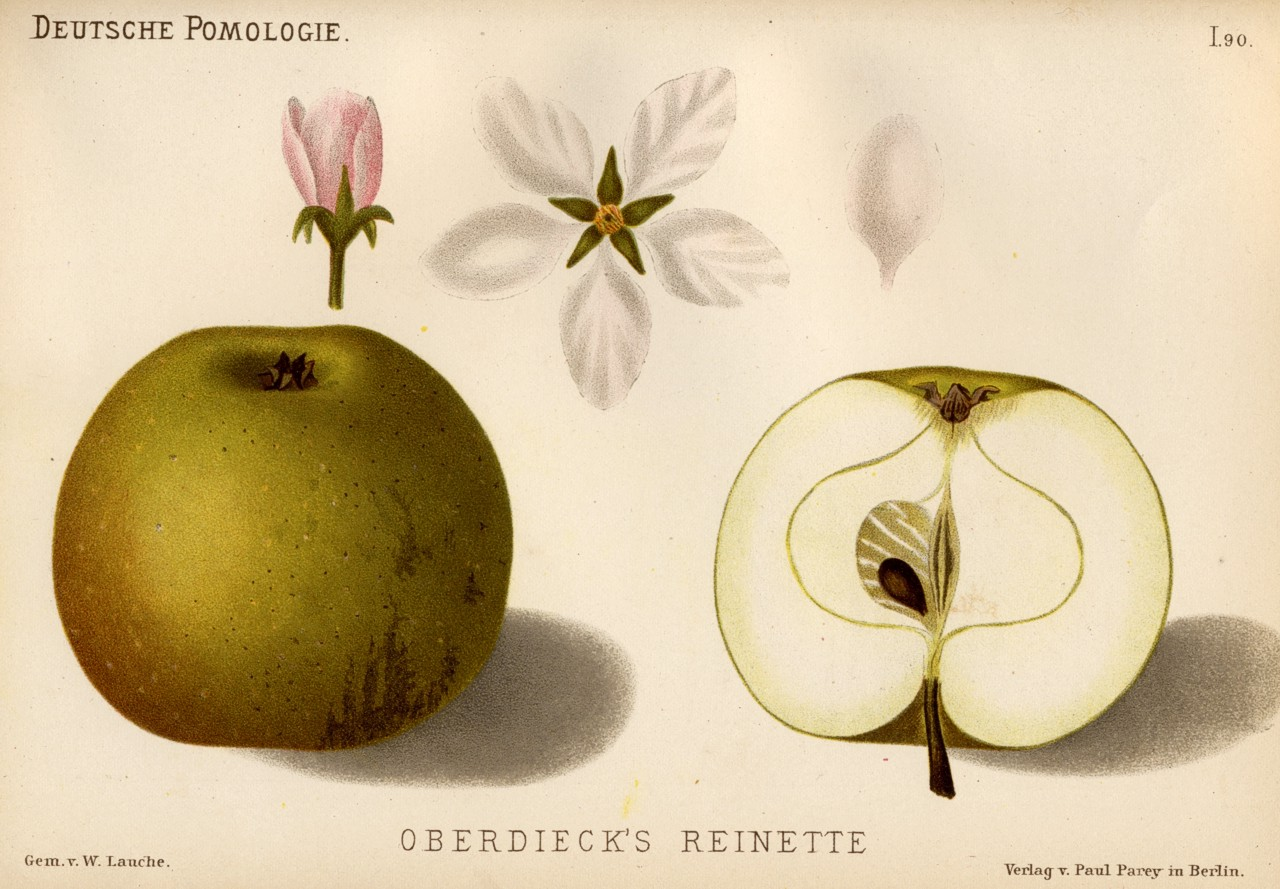
La manzana Oberdieck's Reinette
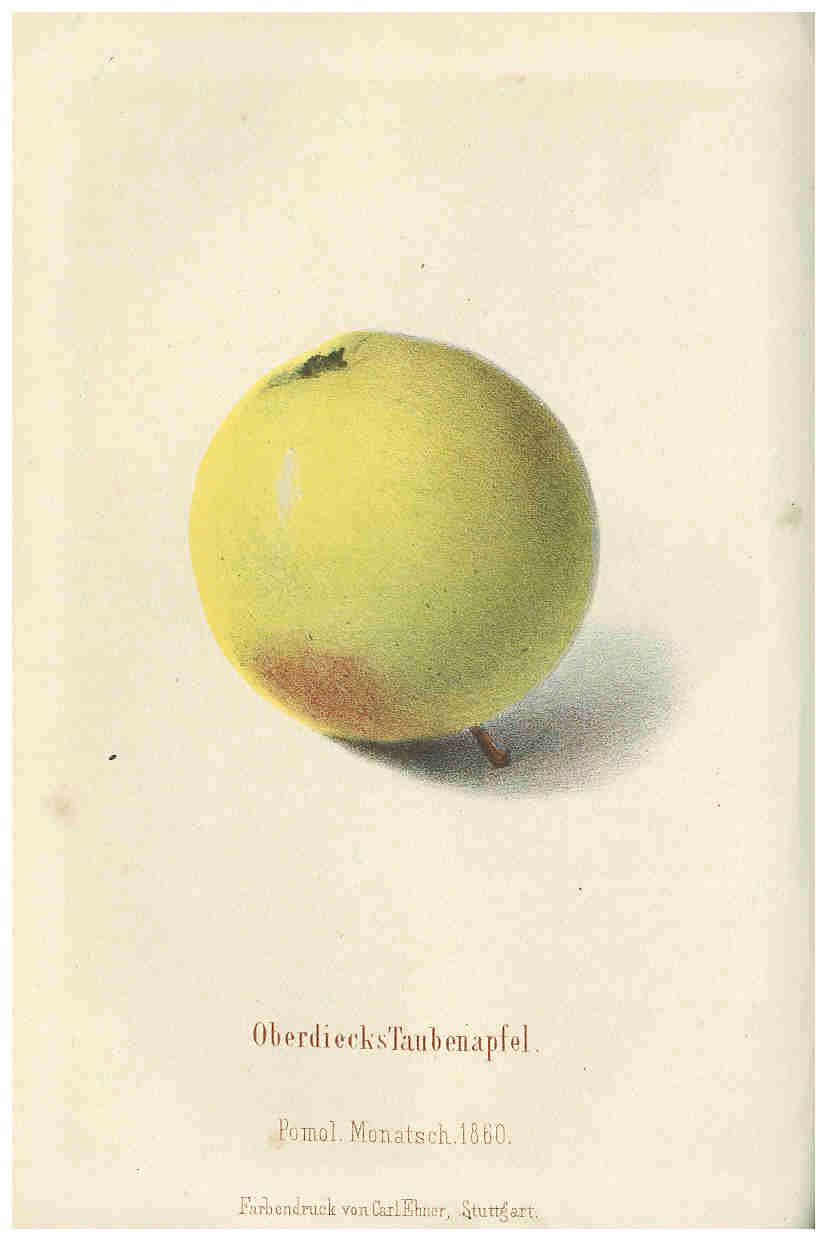
La manzana 'Oberdiecks Taubenapfel'